# 마르틴 루친스키
마르틴 루친스키(체코어: Martin Ručinský, 1971년 3월 11일~)는 체코의 아이스하키 선수로 현역 시절 포지션은 레프트윙이다. 체코슬로바키아 아이스하키 리그의 TJ 리트비노프에서 선수 생활을 시작했으며, 내셔널 하키 리그(NHL)에서 총 16시즌 동안 활약했다. 1991년 NHL 드래프트에서 에드먼턴 오일러스의 지명을 받은 후 총 7개의 NHL 팀에서 활약하여 961경기에 출전했다.
1991년에 체코슬로바키아 국가대표팀 선수로 발탁되어 1991년 캐나다컵에 참가했다. NHL 진출 후에 체코 국가대표팀에 발탁되어 1998년 동계 올림픽 금메달, 2006년 동계 올림픽 동메달을 획득했고, 세계 아이스하키 선수권 대회에서 3회 우승을 달성했다. 2006년 올림픽 이후 국가대표로 뛰지 않았으나 2015년 유로 하키 투어에서 잠깐 국가대표팀으로 복귀했다.